# Wybory parlamentarne we Włoszech w 2001 roku
Wybory parlamentarne we Włoszech w 2001 roku odbyły się 13 maja 2001. W ich wyniku wybrano członków Izby Deputowanych i Senatu XIV kadencji. Wybory zakończyły pięcioletni okres rządów partii centrolewicowych i lewicowych, które w tym czasie współtworzyły cztery gabinety. Zwycięzcą wyborów w 2001 została centroprawicowa koalicja Dom Wolności skupiona wokół byłego premiera Silvia Berlusconiego.

## Tło wyborów
Ordynacja wyborcza do obu izb przewidywała wybory mieszane. W okręgach jednomandatowych wybierano 475 posłów i 232 senatorów. 155 członków Izby Deputowanych i 83 członków Senatu zostało wyłonionych proporcjonalnie. Przed wyborami ponownie zorganizowały się dwa wielkie bloki centroprawicy i centrolewicy, które wystawiły wspólne listy w wyborach senackich oraz w wyborach większościowych do niższej izby parlamentu.
Centroprawicowy Dom Wolności (Casa della liberta), kierowany przez Silvia Berlusconiego, powołały Forza Italia, Sojusz Narodowy, Biancofiore (Centrum Chrześcijańsko-Demokratyczne i Zjednoczeni Chrześcijańscy Demokraci) oraz Nowa Włoska Partia Socjalistyczna.
Centrolewicowe Drzewo Oliwne (Ulivo), na czele którego stanął Francesco Rutelli, utworzyły Demokraci Lewicy, koalicja Margherita (Włoska Partia Ludowa, Demokraci, Odnowienie Włoskie, UDEUR), Il Girasole (Federacja Zielonych i Włoscy Demokratyczni Socjaliści), Partia Komunistów Włoskich.
Samodzielnie wystartowały m.in. skrajnie lewicowe Odrodzenie Komunistyczne (posiadające pakt o nieagresji z lewicą), Włochy Wartości, utworzona kilka miesięcy wcześniej Europejska Demokracja, a także środowisko radykałów skupione wokół Marca Pannelli i Emmy Bonino.

## Wyniki

### Wybory do Izby Deputowanych XIV kadencji
Kwota proporcjonalna
| Lista wyborcza                    | Głosy      | %     | Miejsca |
| --------------------------------- | ---------- | ----- | ------- |
| Forza Italia                      | 10 923 431 | 29,43 | 62      |
| Demokraci Lewicy                  | 6 151 154  | 16,57 | 31      |
| Margherita                        | 5 391 827  | 14,52 | 27      |
| Sojusz Narodowy                   | 4 463 205  | 12,02 | 24      |
| Odrodzenie Komunistyczne          | 1 868 659  | 5,03  | 11      |
| Liga Północna                     | 1 464 301  | 3,94  | 0       |
| Włochy Wartości                   | 1 443 725  | 3,89  | 0       |
| CCD-CDU                           | 1 194 040  | 3,22  | 0       |
| Europejska Demokracja             | 888 269    | 2,39  | 0       |
| Lista Pannelli-Bonino             | 832 213    | 2,24  | 0       |
| Verdi-SDI                         | 805 340    | 2,17  | 0       |
| Partia Komunistów Włoskich        | 620 859    | 1,67  | 0       |
| Nowa Włoska Partia Socjalistyczna | 353 269    | 0,95  | 0       |
| SVP                               | 200 059    | 0,54  | 0       |
| Trójkolorowy Płomień              | 143 963    | 0,39  | 0       |
| Pozostali                         | 378 482    | 1,02  | –       |
| Razem                             | 37 122 796 |       | 155     |

Okręgi jednomandatowe
| Lista wyborcza        | Głosy      | %     | Miejsca |
| --------------------- | ---------- | ----- | ------- |
| Dom Wolności          | 16 915 513 | 45,40 | 282     |
| Drzewo Oliwne         | 16 019 388 | 42,99 | 183     |
| Włochy Wartości       | 1 487 287  | 3,99  | –       |
| Europejska Demokracja | 1 310 119  | 3,52  | –       |
| Lista Pannelli-Bonino | 457 117    | 1,23  | –       |
| SVP-Ulivo             | 190 556    | 0,51  | 5       |
| SVP                   | 173 735    | 0,47  | 3       |
| Pozostali             | 705 990    | 1,89  | 2       |
| Razem                 | 37 259 705 | 100   | 475     |

### Senat XIV kadencji
| Lista wyborcza           | Głosy      | %     | Jednomandatowe | Proporcjonalne | Razem |
| ------------------------ | ---------- | ----- | -------------- | -------------- | ----- |
| Dom Wolności             | 14 406 519 | 42,53 | 152            | 24             | 176   |
| Drzewo Oliwne            | 13 106 860 | 38,70 | 74             | 51             | 125   |
| Odrodzenie Komunistyczne | 1 708 707  | 5,04  | –              | 4              | 4     |
| Włochy Wartości          | 1 140 489  | 3,37  | –              | 1              | 1     |
| Europejska Demokracja    | 1 066 908  | 3,15  | –              | 2              | 2     |
| Sojusz Lombardzki        | 308 559    | 0,91  | –              | 1              | 1     |
| SVP-Ulivo                | 175 635    | 0,52  | 3              | –              | 3     |
| SVP                      | 126 177    | 0,37  | 2              | –              | 2     |
| Pozostali                | 1 831 408  | 5,41  | 1              |                | 1     |
| Razem                    | 33 871 262 | 100   | 232            | 83             | 315   |

## Podział miejsc pomiędzy partie
| Lista                             | Izba Deputowanych | Senat |
| --------------------------------- | ----------------- | ----- |
| Forza Italia                      | 193               | 81    |
| Sojusz Narodowy                   | 99                | 45    |
| CCD-CDU                           | 40                | 29    |
| Liga Północna                     | 30                | 17    |
| Nowa Włoska Partia Socjalistyczna | 3                 | 1     |
| Pozostali                         | 3                 | 3     |
| Dom Wolności łącznie              | 368               | 176   |
| Demokraci Lewicy                  | 137               | 63    |
| Margherita                        | 83                | 41    |
| Włoscy Demokratyczni Socjaliści   | 9                 | 6     |
| Federacja Zielonych               | 7                 | 10    |
| Partia Komunistów Włoskich        | 9                 | 2     |
| Pozostali                         | 1                 | 3     |
| Drzewo Oliwne łącznie             | 246               | 127   |
| Odrodzenie Komunistyczne          | 11                | 4     |
| SVP                               | 4                 | 3     |
| Union Valdôtaine                  | 1                 | 1     |
| Europejska Demokracja             | –                 | 2     |
| Włochy Wartości                   | –                 | 1     |
| Sojusz Lombardzki                 | –                 | 1     |
| Razem                             | 630               | 315   |